# Станкович Василь Васильович
Василь Васильович Станкович  (нар. 26 квітня 1946, Іршава, тепер Закарпатська область, Україна) — колишній радянський і український фехтувальник, дворазовий срібний олімпійський призер (1968, 1972). Чотириразовий чемпіон (1969, 1970, 1973, 1974), срібний (1975) і бронзовий (1971) призер у командному заліку та срібний і золотий призер чемпіонатів світу з фехтування на рапірах в індивідуальній першості серед чоловіків (1969, 1971). Чемпіон літньої Універсіади 1973 р. в особистій та командній першості. Чемпіон СРСР 1968 і 1970 рр. в особистій першості. За збірну команду СРСР виступав з 1968 р. У складі команди вигравав Кубок Європи 1969 та 1970 рр. Після завершення виступів за збірну команду працював головним тренером України, СРСР, Угорщини та Індонезії, а поспіль наставником з фехтування клубів «New Jersey at Lilov Fencing Academy» та «Columbia High School» (ЗША). Заслужений майстер спорту СРСР (1971). Випускник Львівського інституту фізичної культури. Проживає в Закарпатті, Україна.